# Kinilaw
El kinilaw (lit. en filipino «comido crudo») es un plato típico de la cocina filipina a base de pescado crudo, similar al ceviche. Además del plato, se trata de un proceso de cocción que usa vinagre o algún jugo de frutas ácido para desnaturalizar los ingredientes, y también se puede usar para preparar carne o verduras.
El kinilaw a base de carne (generalmente conocido como kilawin) es más común en el norte de Filipinas y utiliza carne escaldada y ligeramente asada (no cruda). Los platos de Kinilaw generalmente se comen como aperitivos antes de una comida, o como comida para picar (pulután) con bebidas alcohólicas.

## Descripción
El plato de kinilaw más común es el kinilaw na isda («kinilaw de pescado») preparado con pescado crudo en dados mezclado con vinagre (generalmente vinagre de coco o vinagre de caña) como el principal agente desnaturalizante; junto con un agente agrio para mejorar la acidez como calamansí, dayap (limero), biasong, calamias, tamarindo, mangos verdes, balimbing (carambola) y sineguelas verdes (xocota). Está aromatizado con pimienta negra, jengibre, cebolla y chiles (comúnmente chile labuyo o chile tailandés). Una porción promedio de pescado kinilaw contiene solo 147 calorías.
Para neutralizar el sabor a pescado y la acidez antes de servir, también se agregan comúnmente extractos de jugo de la carne rallada de las frutas de tabon-tabon (Atuna racemosa) dugun (Heritiera sylvatica y Heritiera littoralis) o cocos jóvenes inmaduros. Los extractos de los raspados de corteza de sineguelas o bakawan (manglares Rhizophora) también se usan de manera similar. Algunos las variantes regionales también añaden gatâ (leche de coco), azúcar, o incluso refrescos para reducir la acidez.
Los tipos populares de peces utilizados en el kinilaw incluyen tanigue o tangigue (caballas españolas, caballa real, o guajú), malasugi (marlins o pez espada), tambakol (atún de aleta amarilla), bangus (sabalote), y anchoas.
Las variantes predominantemente del norte de Filipinas usan carne (generalmente llamada kilawin para distinguirlos de otros kinilaw), incluida la carne de cabra, carne de res o carabao, cerdo y pollo. A diferencia del kinilaw de pescado, el kilawin de carne no se come crudo, sino que se cocina ligeramente, hervido o asado o ambos. Por lo general, se hacen poco hecha, aunque en algunos casos la carne está completamente cocida. El kilawin a base de carne también se come tradicionalmente con papaít (literalmente «agente amargo»), generalmente la bilis extraída de la vesícula biliar o aplastando la hierba masticada en el estómago de un animal.
Los ingredientes utilizados en mariscos y carne kinilaw deben estar frescos y limpiados adecuadamente, ya que existen riesgos para la salud relacionados con el consumo de mariscos crudos y carne parcialmente cocida.
Otros ingredientes que se pueden usar para hacer kinilaw incluyen gambas, calamares, almejas, ostras, cangrejos, huevas de erizo de mar, algas, medusas, gusanos teredínidos (tamilok) o incluso larvas de escarabajo entre otros. Varían en términos de preparación, dependiendo de los ingredientes, desde crudos hasta completamente cocidos. Por ejemplo, las gambas se preparan crudas, mientras que los calamares deben escaldarse primero para ablandar la carne.
Kinilaw también se refiere a platos que usan frutas y verduras crudas marinadas en vinagre y especias, en cuyo caso los platos a veces se denominan ensalada (del término homólogo en castellano). Los ejemplos incluyen pepinos (pipino), melones amargos (ampalaya), hojas batata (camote) inmadura, papaya inmadura, helechos de vegetal (pako), y flores de plátano.

## Historia
El Kinilaw es nativo de las Filipinas. El sitio de excavación arqueológica de Balangay en Butuán (fechado a 10.000 a.c, se ha descubierto restos de frutas y huesos de pescado cortados de una manera que sugiere que fueron cortados en dados e indicando el proceso de cocción marinados en jugos cítricos y vinagre. También fue descrito por los colonos y exploradores españoles en Filipinas, con la mención más temprana en el Vocabulario de la lengua tagala (1613) como cqinicqilao y cquilao, una ortografía hispanizada del verbo visayano kilaw («comer crudo»), y un cognado del adjetivo hilaw («crudo», «sin cocinar» o «inmaduro»).  Otras fuentes que lo mencionan incluyen el Vocabulario de la lengua Pampanga en romance (1732) como quilao; y en la 1754 edición de Vocabulario de la Lengua Tagala como quilauin.
A diferencia de los cebiches latinoamericanos, que usan exclusivamente jugos cítricos, el kinilaw usa también vinagre además de cítricos (nativos de Asia tropical) y otros jugos de frutas ácidos.

## Variantes y nombres regionales
Algunas de las variantes de kinilaw sobrevivientes más antiguas son del sur de Bisayas y Mindanao del norte: el kinilaw de Cagayán de Oro (a veces estilizado como kinilaw de Oro) y el binakhaw de Dumaguete. Ambos son descendientes directos de los antiguos métodos de preparación bisayanos como se muestra en los hallazgos arqueológicos de Butuán. Estas son las versiones originales que usan las frutas tabon-tabon y dungún respectivamente.
Varias regiones de Filipinas tienen especialidades locales o nombres de platos de kinilaw. En el norte de Filipinas, el pueblo ivatan de las islas Batanes se refiere a kinilaw como lataven. El kinilaw de pescado ivatano es conocido como lataven a amung. En Ilocos, el kilawin kalding o kilawen se refiere específicamente a kinilaw de carne de cabra ligeramente asada. Entre los pueblos kapampangan de Pampanga, quilain (también escrito kilayen o kilayin) o quilain babi se refiere al kinilaw que usa carne de cerdo, corazón, hígado y callos completamente cocidos. Un plato similar entre los tagalos de Cavite utiliza orejas de cerdo completamente hervidas, y se conoce como kulao o kilawin na tainga ng baboy. Cuando se mezcla con cubitos de tokwa (tofu) fritos, el kulao se convierte en el popular plato tokwa't baboy.  Las variantes modernas de este plato usan salsa de soja además de los otros ingredientes.
En el sur de Filipinas, los tausug de las islas Joló se refieren a los peces kinilaw como lawal. A diferencia de otros platos de kinilaw, lawal solo usa vinagre para lavar el pescado y se basa principalmente en las frutas cítricas y otros agentes agrios para desnaturalizar la carne de pescado. Entre la gente de Maranao del suroeste de Mindanao, el biyaring es un tipo de kinilaw hecho con pequeñas gambas. Es un favorito regional y es notable porque está idealmente preparado mientras las gambas aún están vivas. Entre la gente de Sama-Bajau, se conoce como kilau o kinilau y, a veces, incluye mangos verdes como agente agrio.

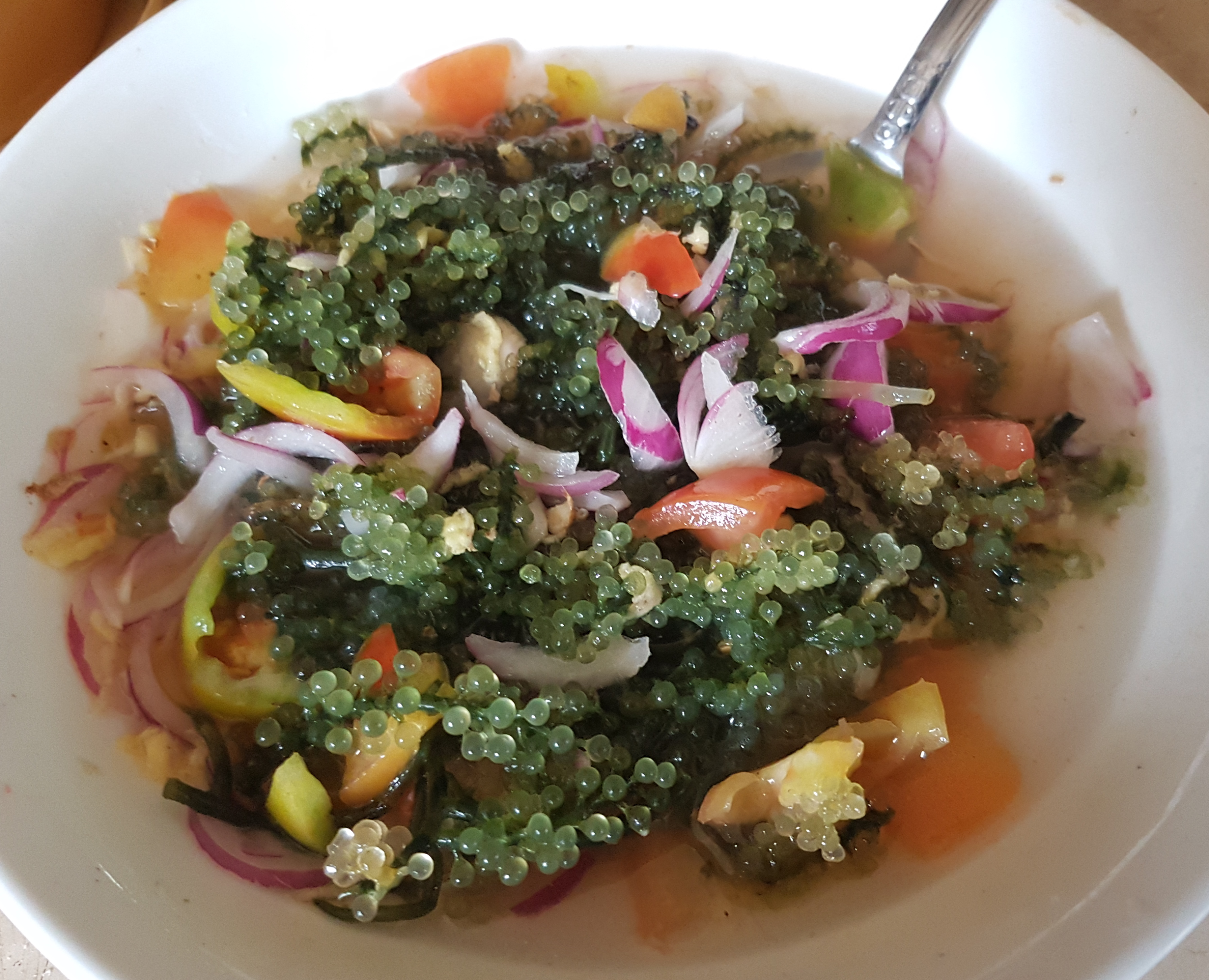
Kinilaw na gusô (con caviar verde)
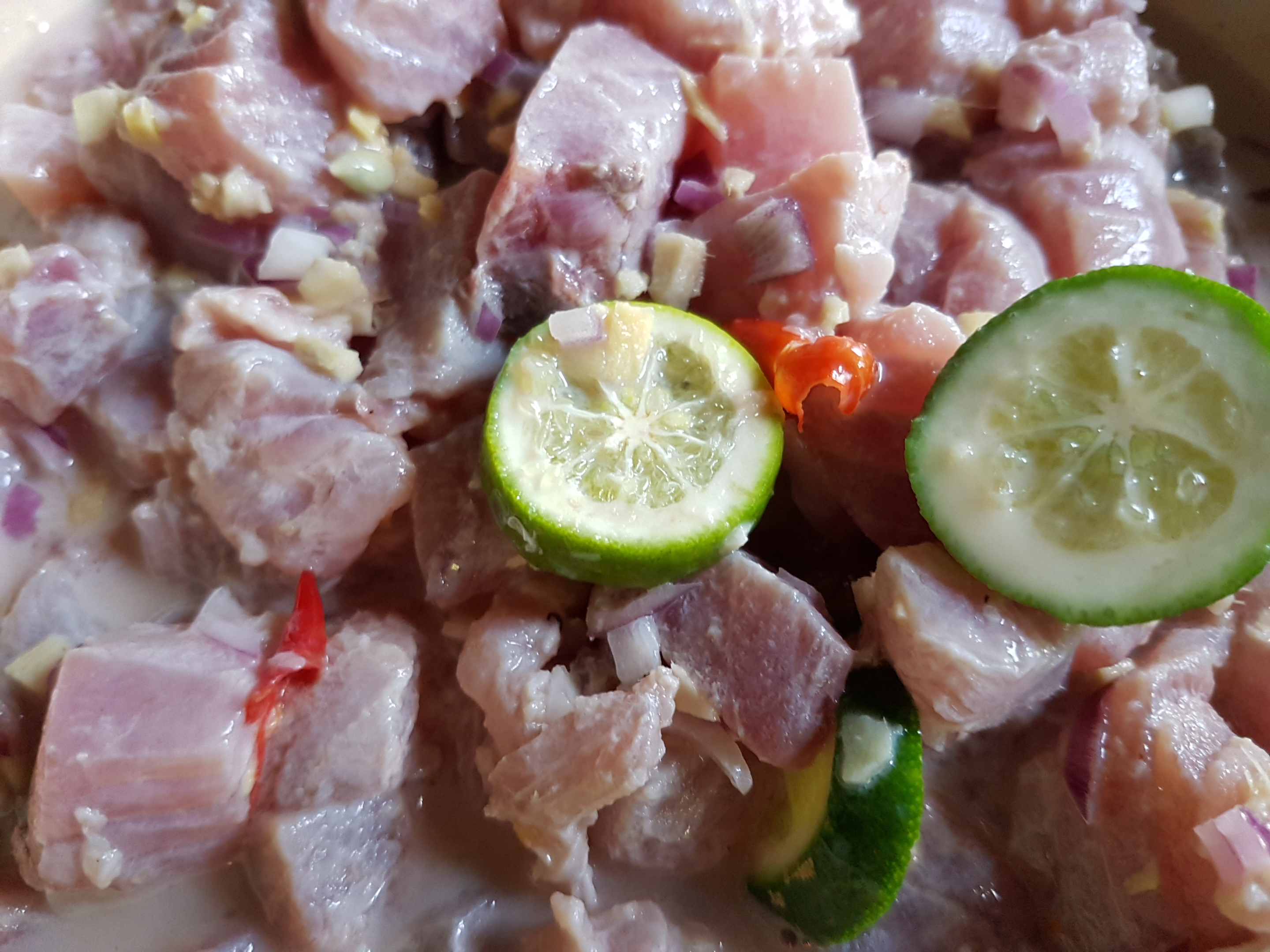
Kinilaw na malasugi (marlin)
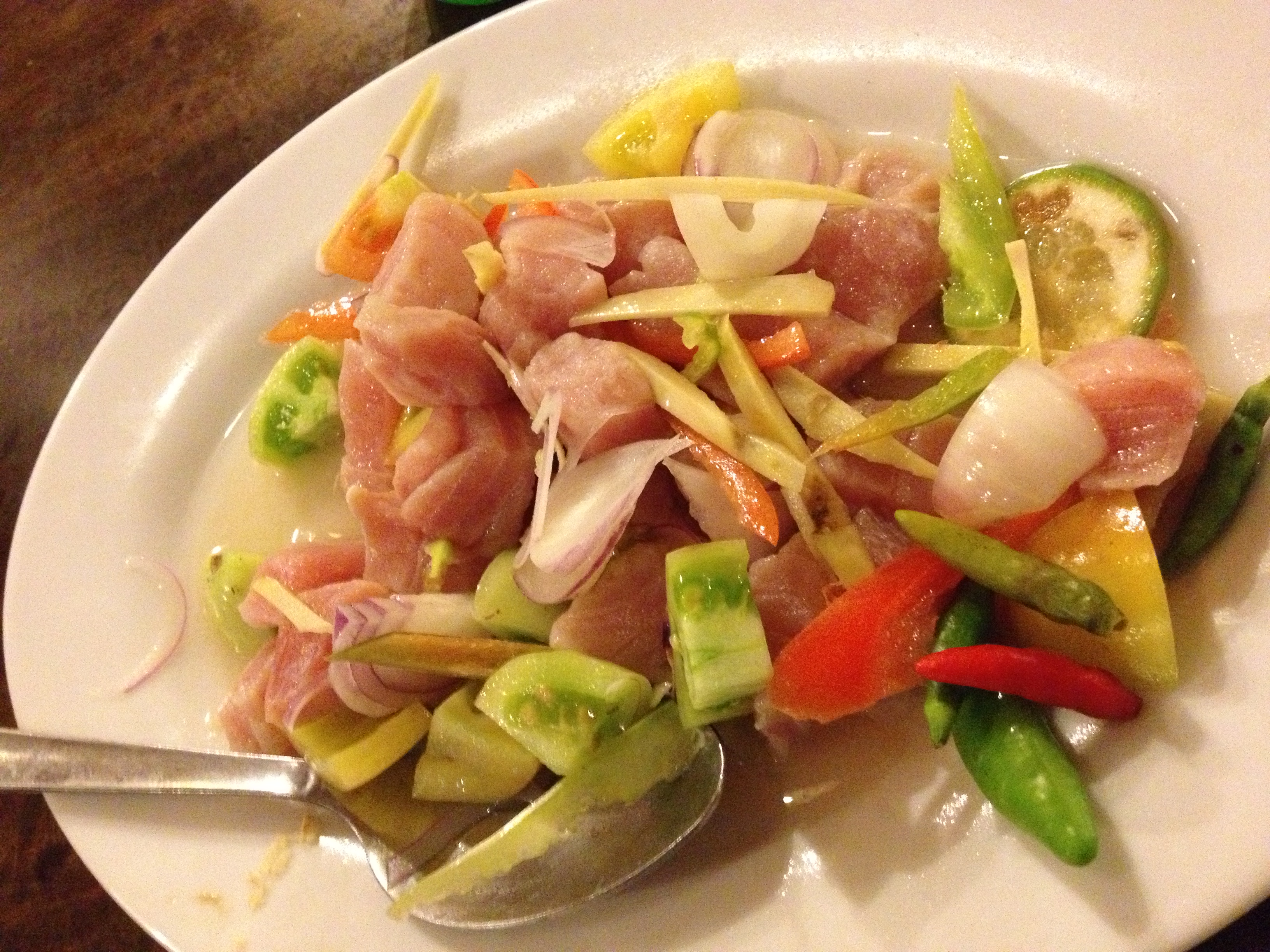
Kinilaw na malasugi (marlin)
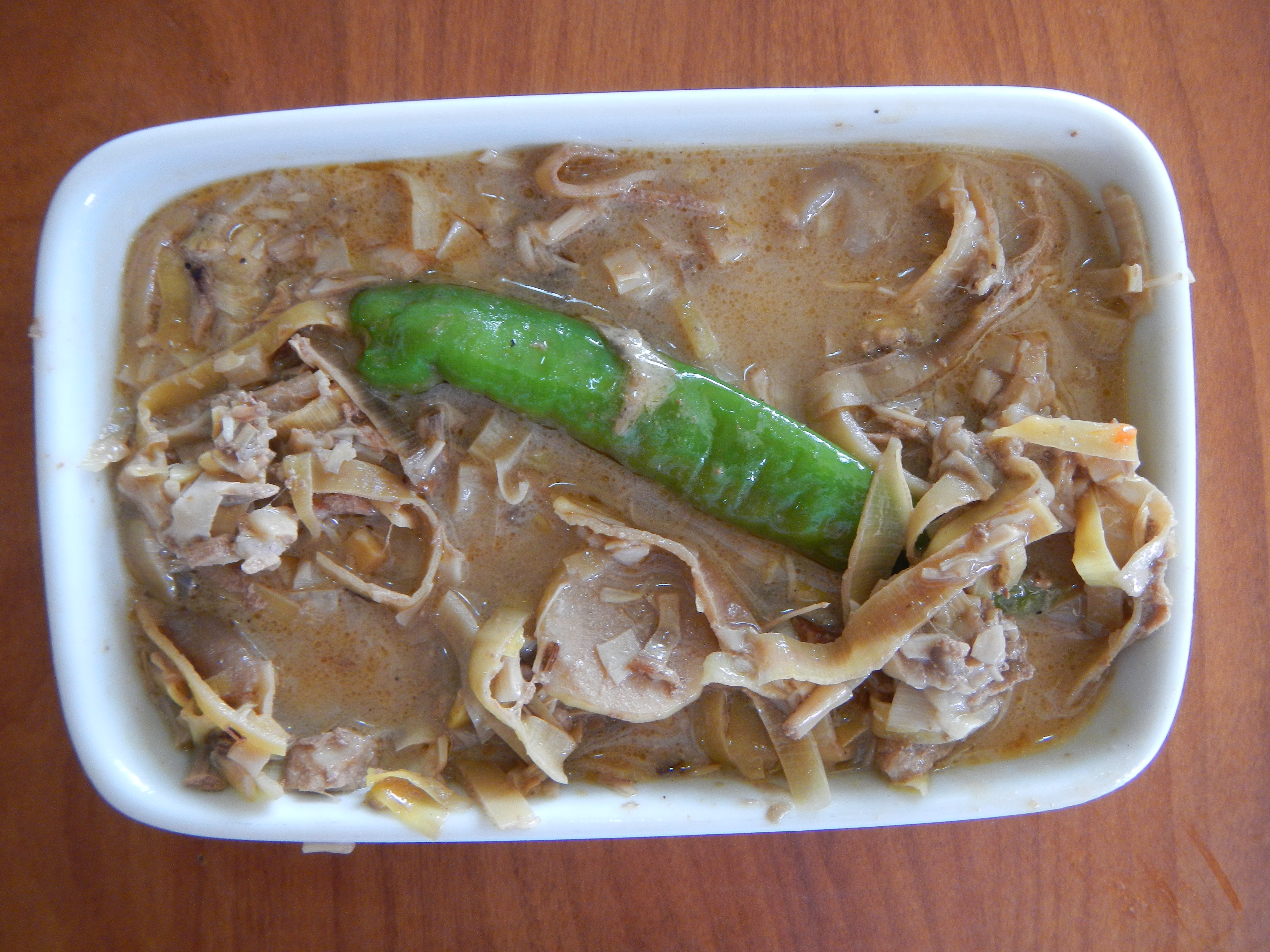
Kilawin na pusô ng saging (flores de plátano)
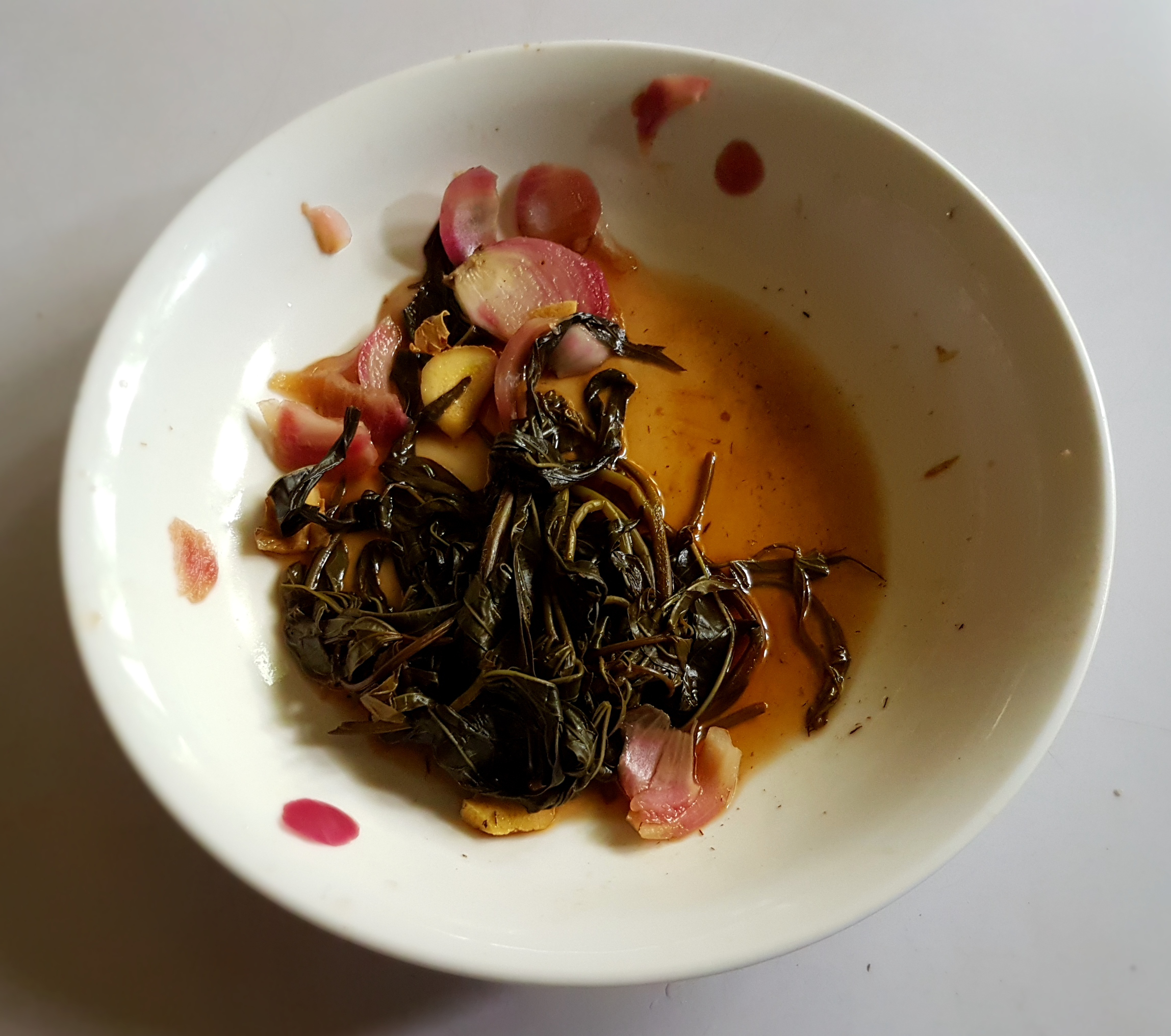
Kinilaw nga galay sa camote (hoja de camote)
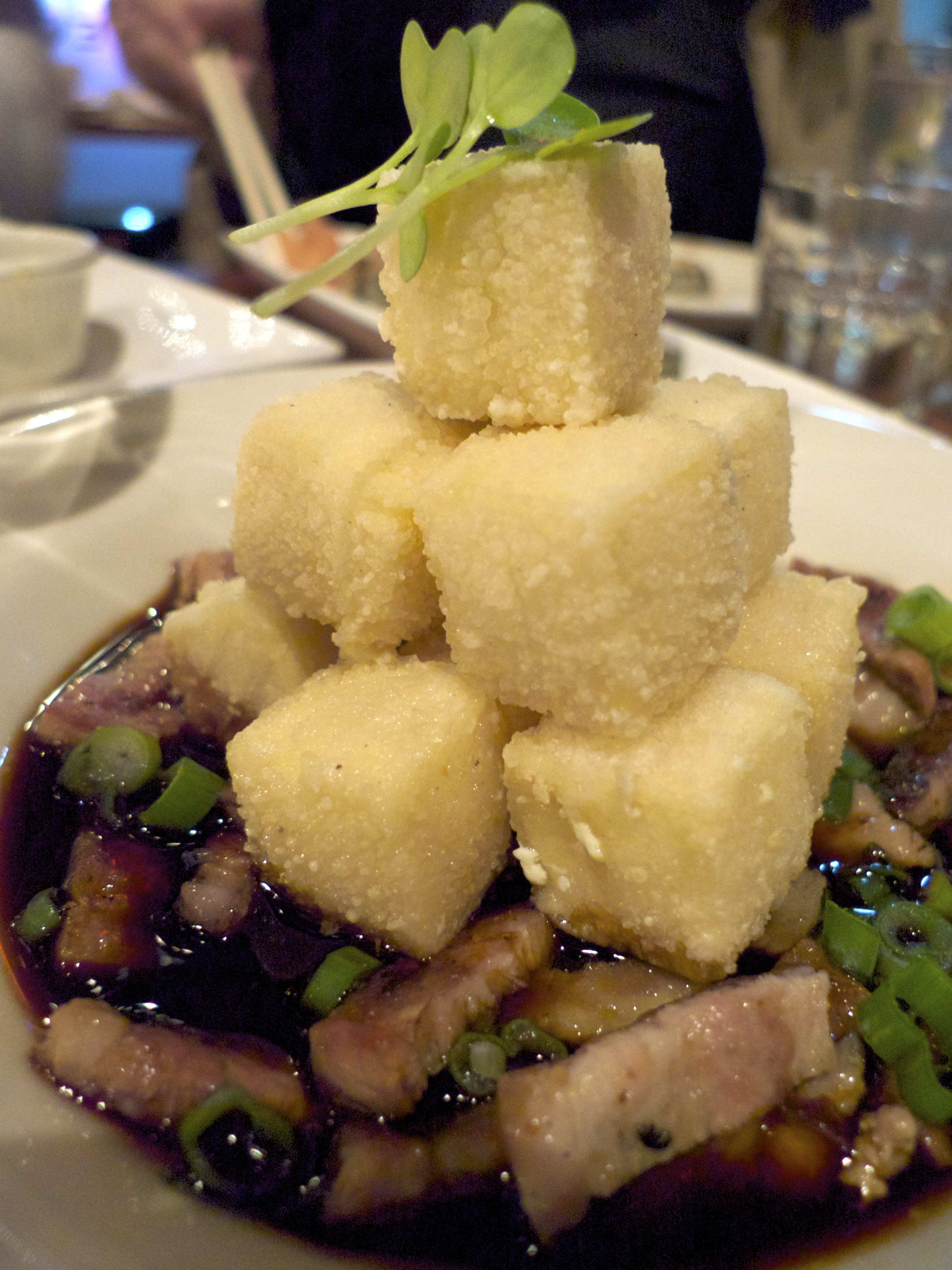
Tokwa't baboy (Cerdo y tofu)
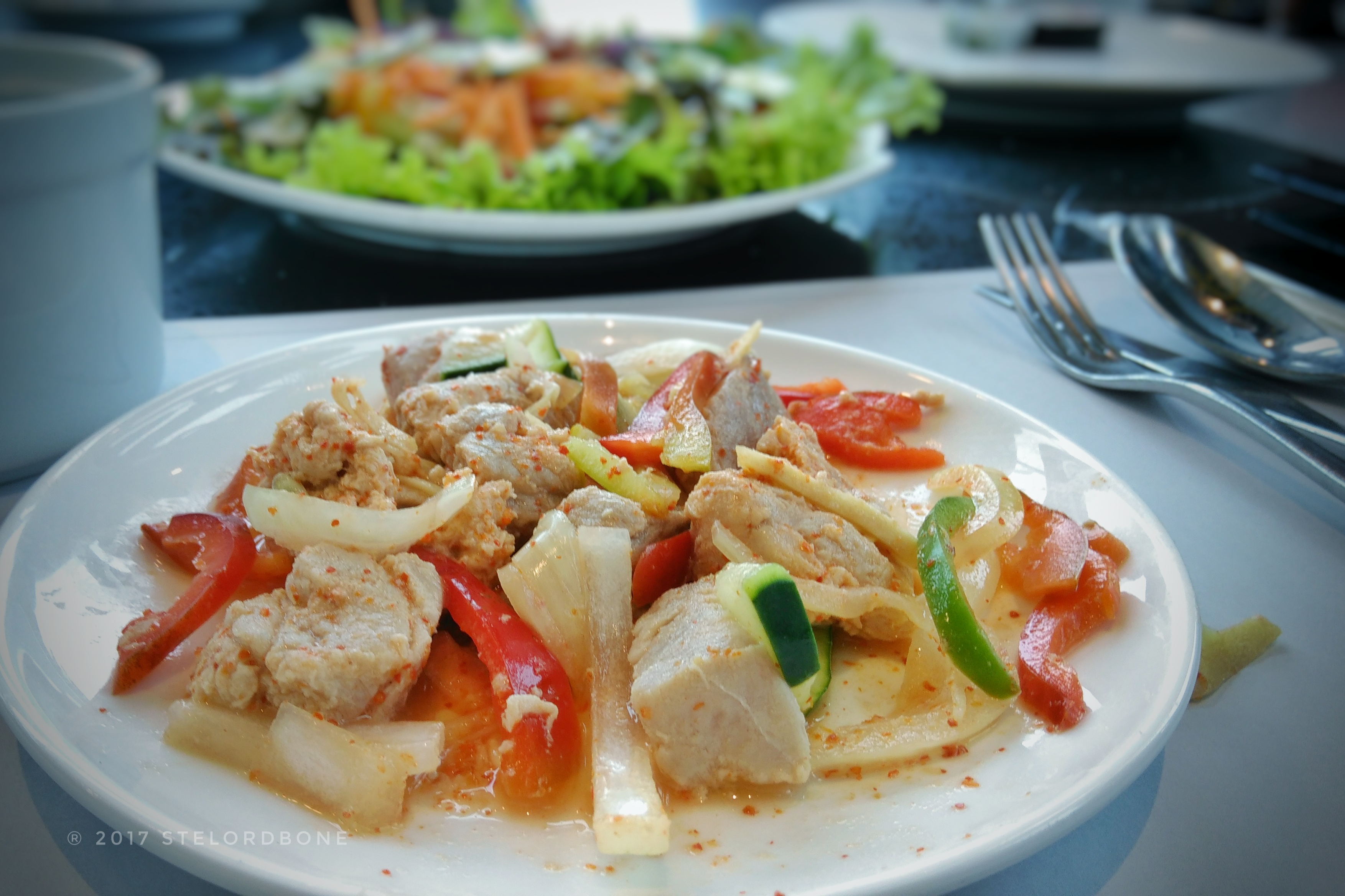
kinilaw con chile
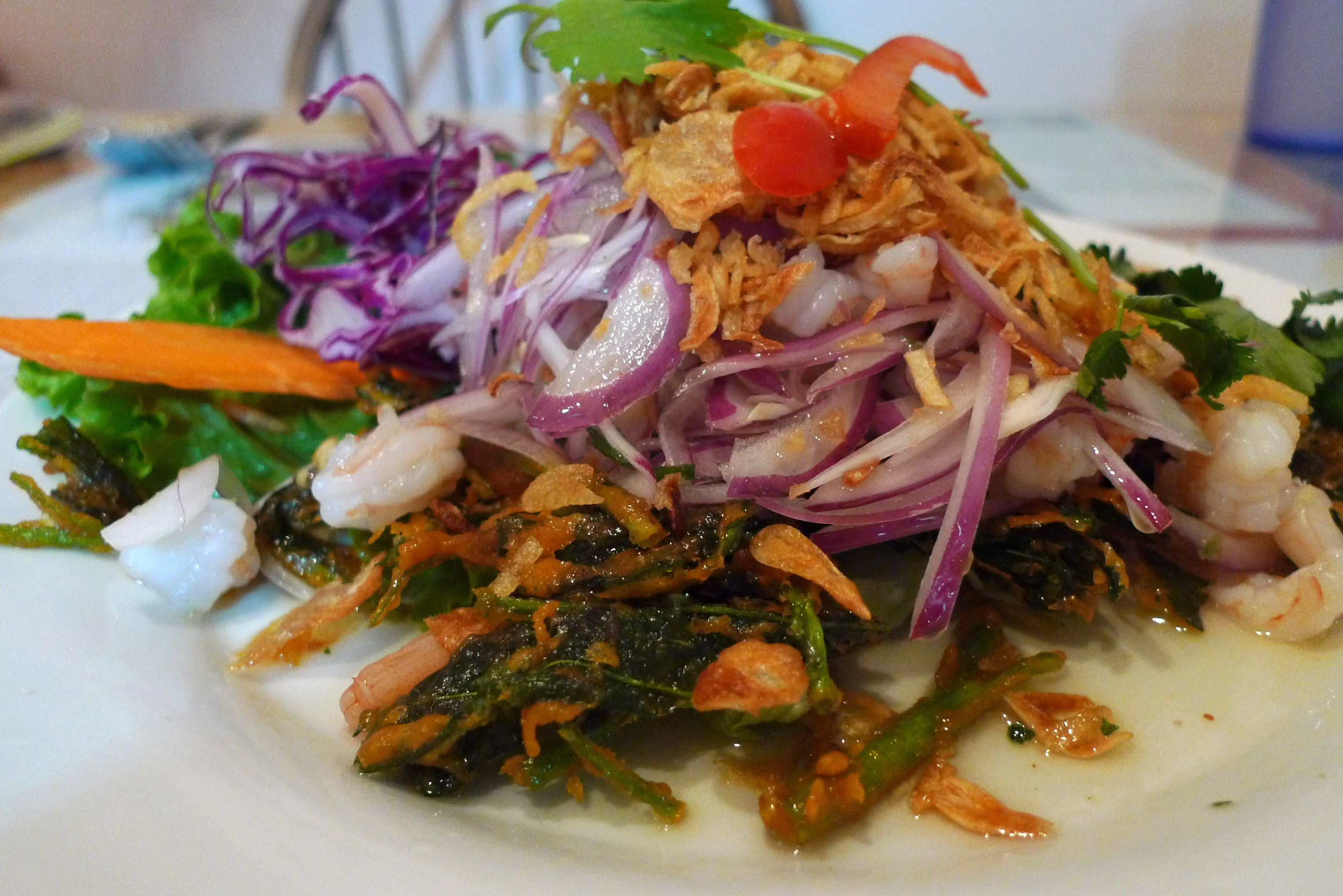
Ensaladang kangkong (cancón)